# Owady Islandii
Owady Islandii, entomofauna Islandii – ogół taksonów owadów, których występowanie stwierdzono na terenie Islandii.

## Rząd:chruściki(Trichoptera)

### Rodzina:bagiennikowate(Limnephilidae)
Z Islandii wykazano:
- Apatania zonella
- Grammotaulius nigropunctatus
- Limnephilus affinis
- Limnephilus decipiens
- Limnephilus elegans
- Limnephilus fenestratus
- Limnephilus griseus
- Limnephilus picturatus
- Limnephilus sparsus
- Potamophylax cingulatus

### Rodzina:chruścikowate(Phryganeidae)
Z Islandii wykazano:
- Agrypnia picta

## Rząd:gryzki(Psocoptera)

### Rodzina:Liposcelidae
Z Islandii wykazano:
- Liposcelis bicolor
- Liposcelis divinatorius

### Rodzina:Mesopsocidae
Z Islandii wykazano:
- Mesopsocus unipunctatus

### Rodzina:Psyllipsocidae
Z Islandii wykazano:
- Dorypteryx domestica
- Psyllipsocus ramburi

### Rodzina:Sphaeropsocidae
Z Islandii wykazano:
- Badonnelia titei

### Rodzina:zakamarnikowate(Trogiidae)
Z Islandii wykazano:
- Cerobasis guestfalica – żmur kotwiczak
- Lepinotus patruelis
- Myopsocnema annulata
- Trogium pulsatorium – pstonik zakamarnik

## Rząd:jętki(Ephemeroptera)
Z Islandii wykazano pojedynczy gatunek z rodziny murzyłkowatych:
- Cloeon simile

## Rząd:karaczany(Dictyoptera)

### Rodzina:Blaberidae
Z Islandii wykazano pojedynczy gatunek z podrodziny Panchlorinae:
- Panchlora peruana

### Rodzina:karaczanowate(Blattidae)
Z Islandii wykazano trzy synantropijne gatunki:
- Blatta orientalis – karaczan wschodni
- Periplaneta americana – przybyszka amerykańska
- Periplaneta australasiae – przybyszka australijska

### Rodzina:zadomkowate(Ectobiidae)
Z Islandii wykazano pojedynczy, synantropijny gatunek z podrodziny prusakowatych:
- Blattella germanica – karaczan prusak

## Rząd:pchły(Siphonaptera)

### Rodzina:Ceratophyllidae
Z Islandii wykazano:
- Ceratophyllus borealis
- Ceratophyllus garei
- Ceratophyllus gallinae
- Ceratophyllus vagabundus
- Mioctenopsylla arctica
- Nosopsyllus fasciatus

### Rodzina:kretówkowate(Hystrichopsyllidae)
Z Islandii wykazano:
- Ctenophthalmus nobilis

### Rodzina:pchłowate(Pulicidae)
Z Islandii wykazano:
- Pulex irritans – pchła ludzka

## Rząd:Phthiraptera

### Podrząd:wszoły głaszczkowe(Amblycera)

#### Rodzina:Menoponidae
Z Islandii wykazano:
- Actornithophilus ochraceus
- Austromenopon nigropleurum
- Ciconiphilus pectiniventris
- Colocephalum bicolor
- Colocephalum grandiceps
- Colocephalum importunum
- Colocephalum spinulosum
- Colocephalum subaequale
- Eidmanniella pustulosa
- Menacanthus chrysophaeus
- Menacanthus stramineus
- Menopon ambiguum
- Menopon brevithoracicum
- Menopon gallinae
- Menopon numerosum
- Myrsidea anaspila
- Trinotum anserinum
- Trinotum conspurcatum

### Podrząd:wszoły bezgłaszczkowe(Ischnocera)

#### Rodzina:Philopteridae
Z Islandii wykazano:

- Anaticola anseris
- Brueelia corydalla
- Brueelia iliaci
- Craspedonirmus colymbinus
- Degeeriella rufa
- Docophorus acanthus
- Docophorus alpinus
- Docophorus ichterodes
- Docophorus melamocephalus
- Docophorus ocellatus
- Docophorus semisignatus
- Docophorus semivittatus
- Goniodes lagopi
- Lipeurus celer
- Lagopoecus affinis
- Lunaceps phaeopi
- Nirmus ochropygus
- Nirmus triangulatus
- Ornithobius bucephalus
- Pectinopygus bassani
- Pectinopygus gyricornis
- Penenirmus albiventris
- Philopterus corvi
- Philopterus fringillae
- Quadraceps alcae
- Quadraceps furvus
- Quadraceps lineolatus
- Quadraceps normifer
- Quadraceps ornatus
- Quadraceps paulschulzei
- Quadraceps sellatus
- Saemundssonia calva
- Saemundssonia celidoxa
- Saemundssonia conica
- Saemundssonia cordiceps
- Saemundssonia fraterculae
- Saemundssonia gryllae
- Saemundssonia haematopi
- Saemundssonia lari
- Saemundssonia merguli
- Saemundssonia platygaster
- Saemundssonia pustulosa
- Saemundssonia scolopacisphaeopodis
- Saemundssonia sternae
- Saemundssonia stresemanni
- Saemundssonia variabilis

#### Rodzina:Trichodectidae
Z Islandii wykazano:
- Damalinia bovis
- Damalinia equi
- Damalinia ovis

### Podrząd:wszy(Anoplura)

#### Rodzina:Echinophthiriidae
Z Islandii wykazano:
- Echinophthirius horridus

#### Rodzina:Pediculidae
Z Islandii wykazano:
- Pediculus humanus – wesz ludzka

#### Rodzina:Phthiridae
Z Islandii wykazano:
- Phthirus pubis – wesz łonowa

## Rząd:prostoskrzydłe(Orthoptera)

### Podrząd:prostoskrzydłe długoczułkie(Ensifera)

#### Rodzina:śpieszkowate(Rhaphidophoridae)
Z Islandii wykazano pojedynczy, synantropijny gatunek:
- Tachycines asynamorus – śpieszek cieplarniany

#### Rodzina:świerszczowate(Gryllidae)
Z Islandii wykazano pojedynczy gatunek:
- Gryllus campestris – świerszcz polny

## Rząd:przerzutki(Archeognatha)
Z Islandii wykazano pojedynczy gatunek z rodziny Machilidae:
- Petrobius brevistylus

## Rząd:rybiki(Zygentoma)
Z Islandii wykazano pojedynczy gatunek z rodziny rybikowatych (Lepismatidae):
- Lepisma saccharina – rybik cukrowy

## Rządsieciarki(Neuroptera)

### Rodzina:złotookowate(Chrysopidae)
Z Islandii wykazano pojedynczy gatunek:
- Chrysoperla carnea – złotook drapieżny

### Rodzina:życiorkowate(Hemerobiidae)
Z Islandii wykazano pojedynczy gatunek:
- Kimminsia betulina

## Rząd:skorki(Dermaptera)
Z Islandii wykazano pojedynczy gatunek z rodziny skorkowatych:
- Forficula auricularia – skorek pospolity

## Rząd:ważki(Odonata)
Z Islandii wykazano pojedynczy gatunek z rodziny żagnicowatych:
- Anax ephippiger – husarz wędrowny

## Rząd:wciornastki(Thysanoptera)

### Rodzina:kwietniczkowate(Phlaeothripidae)
Z Islandii wykazano:
- Haplothrips aculeatus

### Rodzina:wciornastkowate(Thripidae)
Z Islandii wykazano:
- Apterothrips secticornis
- Aptinothrips rufus
- Aptinothrips stylifer
- Parenthothrips dracaenae – wciornastek cieplarek
- Taeniothrips atratus
- Thrips tabaci – wciornastek tytoniowiec

## Rząd:wielbłądki(Raphidioptera)
Z Islandii wykazano pojedynczy gatunek z rodziny wielbłądkowatych:
- Xanthostigma xanthostigma